# Myggans nöjeslexikon
Myggans nöjeslexikon, med underrubriken Ett uppslagsverk om underhållning, utkom i 14 band på Bokförlaget Bra Böcker AB 1989–1993. Initiativtagare och huvudredaktör var Uno "Myggan" Ericson.
Myggans nöjeslexikon är ett populärvetenskapligt, brett upplagt uppslagsverk som speglar ett samtida kultur- och nöjesliv, såväl det kommersiella som det ideella. Det innehåller också historiska tillbakablickar, men tyngdpunkten ligger på ett rikt material av samtidshistoria. Lexikonet täcker vitt skilda ämnen såsom pop och rock, klassisk musik, jazz, spel, film, operett, revy, studentspex, cirkus, populärmusik, musikal, radio, tv, dans, kulturhistoria med mera.
Artiklarna i Myggans nöjeslexikon saknar käll- och litteraturhänvisningar. Redaktören lämnar själv en brasklapp i förordet: "När det gäller nöjen är källor ofta grumliga och memoarböcker inte alltid sanningsvittnen. Källkritiken blir svår. Jag vet av egen erfarenhet att varje specialist – och såna finns inte minst i nöjesvärlden – älskar att hitta fel. Min förhoppning är att inte bara skadeglädje ska uppstå inför fel, utan att detta skall kunna paras med den sanna glädje som kan finnas i att få hjälpa till med att göra fel rätt och fylla tomrum."
Lexikonet har också avslöjats innehålla vissa felaktigheter, i fråga om årtal och enskilda faktauppgifter, men ställer man inte samma krav på den som på en encyklopedi är det en värdefull kunskapskälla när det gäller underhållningshistoria. Generellt är artiklarna i de tidigare banden utförligare och rikligare illustrerade än i de sista banden, där redaktionen uppenbart hade problem att få in alla återstående uppslagsord inom det bestämda sidantalet.

## Medarbetare
- Pelle Ahrnstedt
- Katarina Aronsson
- Lars Axelson
- Alf Danielsson
- Jarl W. Donnér
- Klas Engström
- Åke Engström
- Hans Fridlund
- Dan Glimne
- Oscar Hedlund
- Erland Josephson
- Torsten Jungstedt
- Jan Lewin
- Börje Lundberg
- Bengt Malcus
- Leif Matteson
- Rune Moberg
- Stig Nahlbom
- Allan Schulman
- Carl-Uno Sjöblom
- Janos Solyom
- Anna Greta Ståhle
- Jan-Öjvind Swahn
- Harald Tusberg
- Sten Wahlström
- Staffan Westander
- Björn Vinberg
- Leif Wivatt